# 櫻花綻放於酸甜春季
「櫻花綻放於酸甜春季」（甘酸っぱい春にサクラサク）是日本的女子偶像組合Berryz工房和℃-ute的第1張合作單曲。2011年11月9日由PICCOLO TOWN和zetima發售。

## 概要
- 「櫻花綻放於酸甜春季」是Berryz工房和℃-ute的合作單曲，亦是電影「國王遊戲」（王様ゲーム）的主題曲。
- 此單曲有6個版本，分別有「Berryz工房版本」和「℃-ute版本」，各版本分為「初回生産限定盤A」、「初回生産限定盤B」和「CD ONLY」。「初回生産限定盤A」收錄了「櫻花綻放於酸甜春季」的PV；「Berryz工房版本」收錄了B面曲「過於簡單的我...」，「℃-ute版本」收錄了B面曲「討厭討厭討厭」。
- 在11月21日於公信榜單曲週排行榜取得第8位。

## 收錄内容

### Berryz工房版本
CD
1. 櫻花綻放於酸甜春季
（作詞・作曲：淳君 編曲：宅見将典）
2. 過於簡單的我...（単純すぎなの私…）
（作詞・作曲：淳君  編曲：高橋諭一）
Berryz工房主唱
3. 櫻花綻放於酸甜春季(Instrumental)

DVD（初回生産限定盤A）
1. 櫻花綻放於酸甜春季（PV）

### ℃-ute版本
CD
1. 櫻花綻放於酸甜春季
2. 討厭討厭討厭（嫌いで嫌いで嫌い）
（作詞・作曲：淳君  編曲：湯浅公一）
℃-ute主唱
3. 櫻花綻放於酸甜春季(Instrumental)

DVD（初回生産限定盤A）
1. 櫻花綻放於酸甜春季（PV）